# Campeonato Europeu de Halterofilismo de 2023
O Campeonato Europeu de Halterofilismo de 2023 foi a 101ª edição do campeonato, sendo organizado pela Federação Europeia de Halterofilismo, no Complexo Karen Demirchyan, em Erevã, na Armênia, entre 15 a 23 de abril de 2023. Foram disputadas 20 categorias (10 masculino e 10 feminino) com a presença de 310 halterofilistas de 39 nacionalidades.

## Quadro de medalhas
Quadro de medalhas no total combinado
| Ordem | País        | Medalha de ouro | Medalha de prata | Medalha de bronze | Total |
| ----- | ----------- | --------------- | ---------------- | ----------------- | ----- |
| 1     | Armênia     | 4               | 4                | 5                 | 13    |
| 2     | Roménia     | 3               | 1                | 1                 | 5     |
| 3     | Geórgia     | 2               | 4                | 0                 | 6     |
| 4     | Ucrânia     | 2               | 3                | 3                 | 8     |
| 5     | Turquia     | 2               | 2                | 1                 | 5     |
| 6     | Bulgária    | 2               | 0                | 1                 | 3     |
| 7     | Itália      | 1               | 3                | 2                 | 6     |
| 8     | Reino Unido | 1               | 0                | 2                 | 3     |
| 9     | Letônia     | 1               | 0                | 1                 | 2     |
| 10    | França      | 1               | 0                | 0                 | 1     |
| 10    | Noruega     | 1               | 0                | 0                 | 1     |
| 12    | Espanha     | 0               | 2                | 1                 | 3     |
| 13    | Bélgica     | 0               | 1                | 0                 | 1     |
| 14    | Moldávia    | 0               | 0                | 3                 | 3     |
| Total | Total       | 20              | 20               | 20                | 60    |

## Calendário
No dia 15 de março de 2023 foi divulgado o calendário de prova concedido nos nove dias de competições. Em comparação com a edição anterior, a subdivisão dos títulos por dia permaneceu inalterada.